# Mark Ferjan
Mark Ferjan (* 30. Juni 1998 in Ljubljana) ist ein slowenischer Handballspieler.

## Karriere
Ferjan spielte anfangs für den slowenischen Verein Krim Olimpija und stand anschließend bei den Füchsen Berlin unter Vertrag. Zudem spielt er noch für die slowenische Jugendnationalmannschaft. Ab der Saison 2017/18 stand er beim Zweitligisten TV Emsdetten unter Vertrag. Im Sommer 2019 schloss er sich dem slowenischen Erstligisten RK Maribor Branik an. Zur Saison 2021/22 wechselte er zum deutschen Drittligisten 1. VfL Potsdam. Mit Potsdam stieg er 2022 in die 2. Bundesliga und 2024 in die Bundesliga auf. Nach dem Abstieg in der Saison 2024/25 verließ er den Verein.